# 小行星6203
小行星6203（英語：6203 Lyub阿莫尔型小行星oz）是一颗围绕太阳公转的小行星。1981年3月3日，舒爾特·巴斯在赛丁泉山发现了此天体。
这颗小行星的绝对星等为61.41290235315282等。